# 菲尼斯灣
65°40′50″S 64°11′40″W / 65.68056°S 64.19444°W

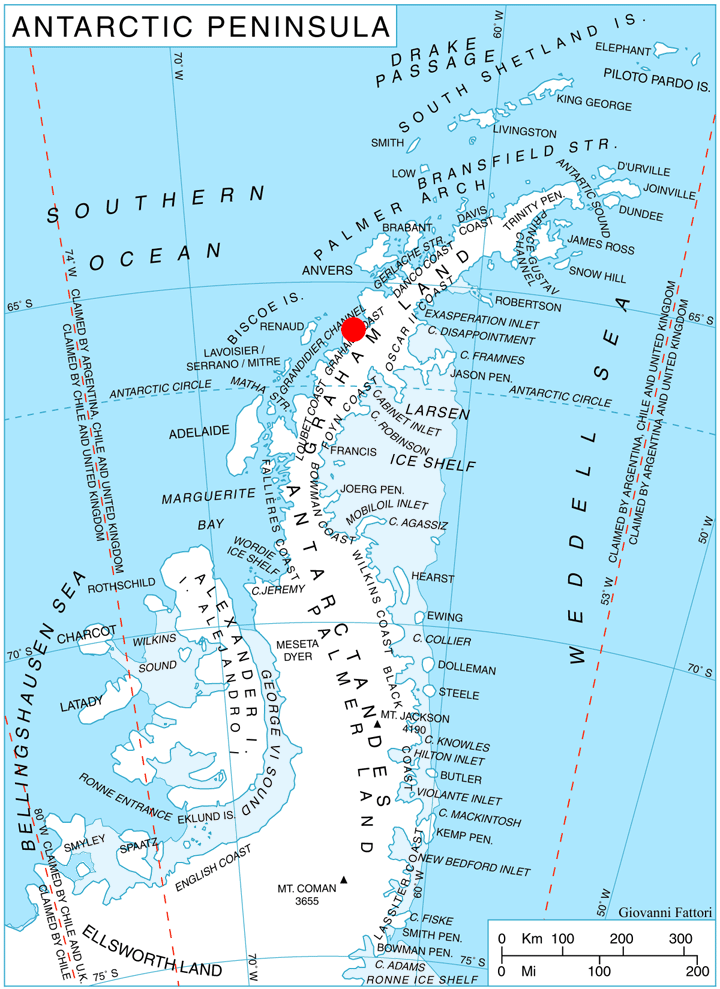

菲尼斯灣（Finaeus Cove），是南極洲的海灣，位於葛拉漢地，處於馬尼耶半島東北岸，長2.8公里、寬3.8公里，屬於勒魯灣的一部分，以法國製圖師奥龙斯·菲內命名，現時由南極條約體系管理。